# 運動公園前停留場
運動公園前停留場（うんどうこうえんまえていりゅうじょう）は、愛知県豊橋市岩田町・豊岡町にある豊橋鉄道東田本線の停留場（電停）。停留場番号は14。井原停留場から分岐する支線の終点となっている。

## 歴史
- 1982年（昭和57年）7月31日：井原停留場からの支線開業と同時に開設[1]。

## 停留場構造
併用軌道上にあり、単式の上屋付きホームが1面1線あるのみである。臨時列車の運転が出来るようにするため、3編成停車できるスペースが確保されている。

## 停留場周辺
- 岩田運動公園
- 豊橋市民球場
- 豊橋市立岩田小学校
- 豊橋市立豊小学校
- 豊橋市立豊岡中学校
- 葦毛湿原
- 愛知県立豊丘高等学校
- 物語コーポレーション本社
- 運動公園通り（豊橋市）

## バス路線
運動公園バス停
- 豊橋市コミュニティバス東部東山線（豊橋医療センター、JR東海道本線 二川駅方面）

豊岡中学前バス停（本停留場から南へ徒歩で約7分）
- 豊鉄バス ◼68 岩田団地線

## その他
- 豊橋市民球場で2004年（平成16年）から年1回プロ野球中日ドラゴンズ公式戦が実施される際は当駅が最寄り駅になるため、当駅始発の臨時列車が運転される｡
- ローマ字表記で当停留場は「Undoukoen-mae」と「Undou」と「Koen」で長音の表記が異なっている。

## 隣の停留場
豊橋鉄道
■東田本線
井原停留場 (12) - 運動公園前停留場 (14)